# ライアン・スピルボーグス
- ライアン・スピルボーズ

ライアン・スピリー（Ryan Spily）ことライアン・アダム・スピルボーグス（Ryan Adam Spilborghs、1979年9月5日 - ）は、アメリカ合衆国カリフォルニア州サンタバーバラ出身の元プロ野球選手（外野手）。

## 経歴

### プロ入り前
カリフォルニア大学サンタバーバラ校から、2002年のMLBドラフト7巡目でコロラド・ロッキーズに指名され、入団。

### ロッキーズ時代

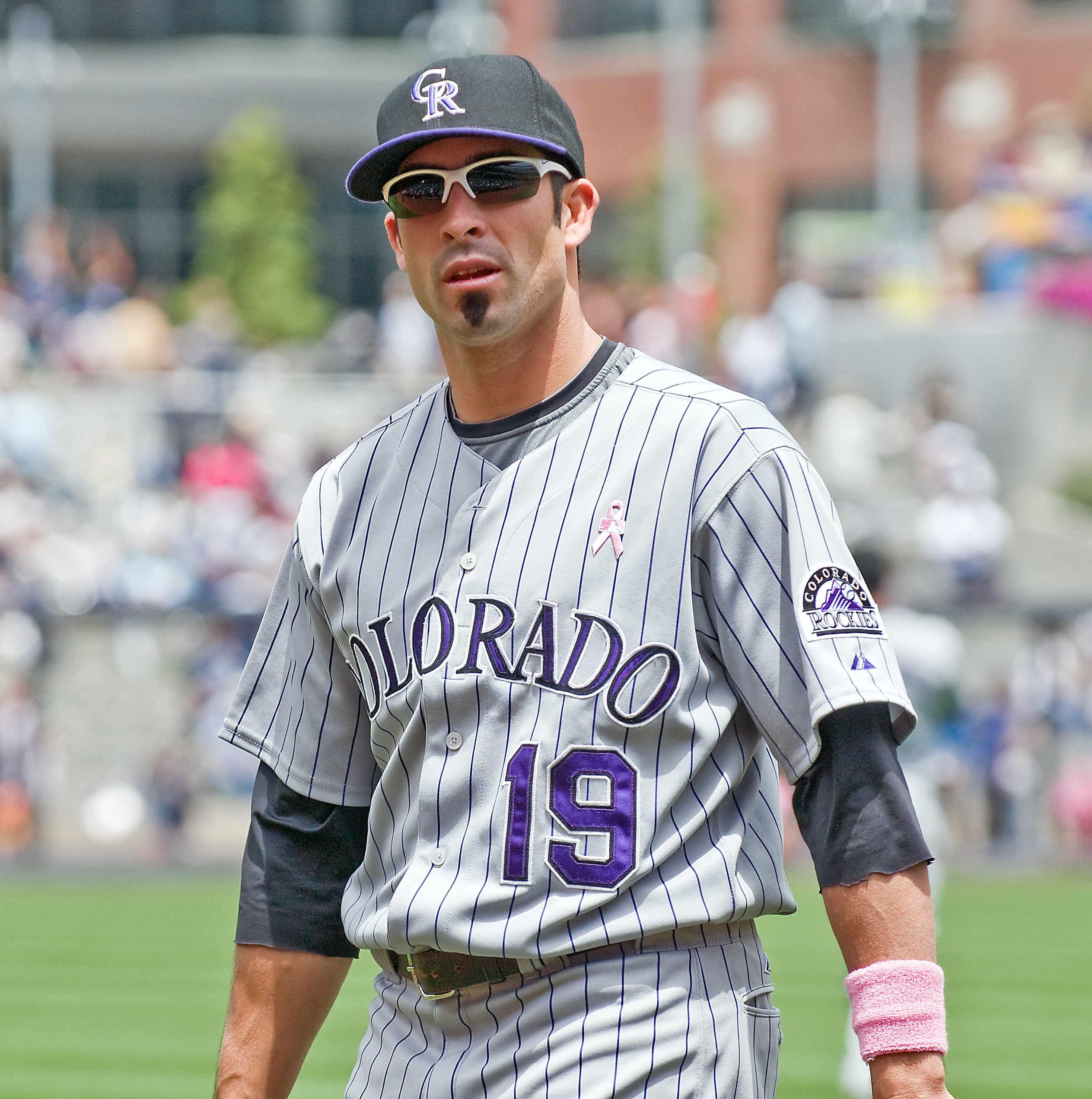
ロッキーズ時代（2008年）

2005年7月16日にメジャーデビューを果たした。
2006年に、メジャー初本塁打。
2007年はAAAで開幕を迎えたが、スティーブ・フィンリーの退団に伴いメジャーに再昇格を果たす。同年のワールド・シリーズには、当時の同僚だった松井稼頭央らとともに出場した。
2008年はマット・ホリデイ、ウィリー・タベラス、ブラッド・ホープに次ぐ第4の外野手だったが、2009年にホリデイとタベラスが退団すると、二人に代わって正左翼手の座を得た。

### ホワイトソックス傘下・レンジャース傘下時代
2012年はシカゴ・ホワイトソックス・テキサス・レンジャースのマイナーでプレーし、同年オフにフリーエージェントとなる。同年12月7日、埼玉西武ライオンズが獲得を発表した。

### 西武時代
2013年1月29日の入団会見にて、登録名を「スピリー」とすることが発表された。外国人登録人数の制限もあり、開幕一軍登録から漏れて二軍スタートとなった。その後ホセ・オーティズの打撃不振によって4月11日に一軍へ昇格し、4番・指名打者あるいは右翼手として起用されたが、打率が2割前後と低迷したことから、復調したオーティズと入れ替わりで5月4日に再び二軍へ降格された。10月4日にウェーバー公示にかけられた事が球団より発表され、同月11日にNPBより自由契約が公示された。
その後、現役引退。

### 引退後
引退後はRoot Sportsのロッキーズ担当解説に就任。2020年よりコロラド鉱山大学でアシスタントコーチを努めている。

## 人物
父親がベルギー人、母親がグアテマラ人である。
子供の頃テレビで放送していた日本プロ野球の番組がお気に入りで、中でも山森雅文の曲芸キャッチが印象的であると語っている。
背番号19がこだわりで、大学時代のコーチであるエリック・ピンター氏が着用しており、恩人の背番号と思い入れを語った。なお、西武で野手が背番号19をつけるのは1980年の野村克也以来33年ぶりである。
西武時代「ファッションモンスター」（きゃりーぱみゅぱみゅの楽曲）を登場曲にしており、一般のYouTube動画の引用と共に『なぜか、きゃりーぱみゅぱみゅの「ファッションモンスター」を登場曲に選んでくれています』ときゃりーぱみゅぱみゅ公式Facebookで驚きをもって紹介された。「ファッションモンスター」はスピリー自身が登場曲に選んだものであり、他にはベックなどオルタナ系の音楽を好んで聴いていたという。

## 詳細情報

### 年度別打撃成績
| 年 度    | 球 団    | 試 合 | 打 席 | 打 数 | 得 点 | 安 打 | 二 塁 打 | 三 塁 打 | 本 塁 打 | 塁 打 | 打 点 | 盗 塁 | 盗 塁 死 | 犠 打 | 犠 飛 | 四 球 | 敬 遠 | 死 球 | 三 振 | 併 殺 打 | 打 率 | 出 塁 率 | 長 打 率 | O P S |
| -------- | -------- | ----- | ----- | ----- | ----- | ----- | -------- | -------- | -------- | ----- | ----- | ----- | -------- | ----- | ----- | ----- | ----- | ----- | ----- | -------- | ----- | -------- | -------- | ----- |
| 2005     | COL      | 1     | 4     | 4     | 0     | 2     | 0        | 0        | 0        | 2     | 1     | 0     | 0        | 0     | 0     | 0     | 0     | 0     | 1     | 0        | .500  | .500     | .500     | 1.000 |
| 2006     | COL      | 67    | 186   | 167   | 26    | 48    | 6        | 3        | 4        | 72    | 21    | 5     | 2        | 2     | 3     | 14    | 0     | 0     | 30    | 7        | .287  | .337     | .431     | .768  |
| 2007     | COL      | 97    | 300   | 264   | 40    | 79    | 14       | 1        | 11       | 128   | 51    | 4     | 1        | 0     | 6     | 28    | 1     | 2     | 45    | 5        | .299  | .363     | .485     | .848  |
| 2008     | COL      | 89    | 275   | 233   | 38    | 73    | 14       | 2        | 6        | 109   | 36    | 7     | 4        | 0     | 3     | 38    | 0     | 1     | 41    | 8        | .313  | .407     | .468     | .875  |
| 2009     | COL      | 133   | 393   | 352   | 55    | 85    | 24       | 3        | 8        | 139   | 48    | 9     | 5        | 3     | 2     | 34    | 0     | 2     | 79    | 9        | .241  | .310     | .395     | .705  |
| 2010     | COL      | 134   | 388   | 341   | 41    | 95    | 20       | 2        | 10       | 149   | 39    | 4     | 5        | 2     | 1     | 39    | 0     | 5     | 83    | 7        | .279  | .360     | .437     | .797  |
| 2011     | COL      | 98    | 223   | 200   | 22    | 42    | 8        | 1        | 3        | 61    | 22    | 2     | 2        | 0     | 2     | 19    | 0     | 2     | 49    | 10       | .210  | .283     | .305     | .588  |
| 2013     | 西武     | 70    | 246   | 214   | 20    | 50    | 5        | 1        | 3        | 66    | 25    | 1     | 0        | 0     | 4     | 24    | 0     | 4     | 50    | 6        | .234  | .317     | .308     | .625  |
| MLB：7年 | MLB：7年 | 619   | 1769  | 1561  | 222   | 424   | 86       | 12       | 42       | 660   | 218   | 31    | 19       | 7     | 17    | 172   | 1     | 12    | 328   | 46       | .272  | .345     | .423     | .768  |
| NPB：1年 | NPB：1年 | 70    | 246   | 214   | 20    | 50    | 5        | 1        | 3        | 66    | 25    | 1     | 0        | 0     | 4     | 24    | 0     | 4     | 50    | 6        | .234  | .317     | .308     | .625  |

### 年度別守備成績
| 年 度    | 機 構    | 一塁  | 一塁  | 一塁  | 一塁  | 一塁  | 一塁     | 外野  | 外野  | 外野  | 外野  | 外野  | 外野     |
| 年 度    | 機 構    | 試 合 | 刺 殺 | 補 殺 | 失 策 | 併 殺 | 守 備 率 | 試 合 | 刺 殺 | 補 殺 | 失 策 | 併 殺 | 守 備 率 |
| -------- | -------- | ----- | ----- | ----- | ----- | ----- | -------- | ----- | ----- | ----- | ----- | ----- | -------- |
| 2013     | NPB      | 1     | 8     | 1     | 0     | 1     | 1.000    | 35    | 56    | 2     | 2     | 1     | .967     |
| NPB：1年 | NPB：1年 | 1     | 8     | 1     | 0     | 1     | 1.000    | 35    | 56    | 2     | 2     | 1     | .967     |

### 記録
NPB
- 初出場・初先発出場：2013年4月11日、対千葉ロッテマリーンズ3回戦（QVCマリンフィールド）、4番・指名打者で先発出場
- 初打席：同上、1回表に唐川侑己から遊撃ゴロ
- 初安打：同上、6回表に唐川侑己から中前安打
- 初打点：2013年4月14日、対東北楽天ゴールデンイーグルス3回戦（日本製紙クリネックススタジアム宮城）、4回表に菊池保則から中前適時打
- 初本塁打：2013年4月16日、対オリックス・バファローズ4回戦（西武ドーム）、3回裏に東野峻から左越2ラン
- 初盗塁：2013年4月19日、対北海道日本ハムファイターズ4回戦（札幌ドーム）、4回表に二盗（投手：中村勝、捕手：鶴岡慎也）

### 背番号
- 19 （2005年 - 2011年、2013年）